# ロックシティ (イリノイ州)
ロックシティ (Rock City) は、アメリカ合衆国イリノイ州スティーブンソン郡ロックラン郡区の村。2010年アメリカ合衆国国勢調査における人口は 315人で、2000年アメリカ合衆国国勢調査の 313人から増加した。

## 歴史
この集落の初期の状況についてはほとんど知られていないが、広く信じられているところでは、サミュエル・ジェイ・デイヴィス (Samuel Jay Davis) という人物が、1859年に、最初のよろずや（ゼネラル・ストア）を開いたとされる。隣村のひとつデイビスは、この人物の名前に因んでいる。
1859年創設とされるこの村は、1883年2月20日に自治体としての法人化がなされた。
今日に至るまで、村の経済は農業を中心にしている。おもな産物は、小麦とトウモロコシである。イリノイ州内の他の多くの小さな村とは異なり、この村は大きな湖や川、また、鉄道路線などに近い場所にはない。このため、150年以上にわたり、人口は安定してきた。

## 地理
2010年アメリカ合衆国国勢調査によれば、この村は、総面積が 0.15平方マイル (0.39 km2) あり、すべて陸地である。

## 人口統計

### 2010年国勢調査
2010年国勢調査では、人口 315人で、2000年国勢調査から 0.6% 増加していた。人口のうち、男性は 174人、女性は 141人であった。ヒスパニックないしラティーノのいずれでもない人口は、合わせて 307人であった。人種については、305人が白人と回答し、残る10人は、2つ以上の人種の混血と回答していた。
住宅戸数は 128戸で、うち 123戸に入居がある。全 128世帯のうち、18歳未満の子どものいる世帯は 47.8% であった。平均世帯人数は 2.56人で、平均家族人数は 3.06人であった。
世帯所得の中央値は $56,731、家族所得の中央値は $71,250 であった。男性の所得の中央値は $40,446、女性は $26,250 であった。
ロックシティにおいては、プレグル・サービス (Pregl Services)、U.S.バンク、トライ＝ディストリクト・アンビュランス (Tri-District Ambulance)の三者が、おもな雇用者となっている。

### 2000年国勢調査
2000年国勢調査では、人口 313人、120世帯、81家族がこの村に居住していた。人口密度は、2,195.7 inhabitants per square mile (847.8/km2)であった。住宅戸数は 122戸で、平均戸数密度は 855.9 per square miles (330.5/km2)であった。人種構成は、白人 99.68%、で、2つ以上の人種の混血が 0.32% であった。
全 120世帯のうち、18歳未満の子どものいる世帯が 40.0%、同居している夫婦が 55.8%、夫のいない女性世帯主の世帯が 7.5%、家族ではない世帯が 31.7%% であった。全世帯の 28.3% は単身世帯であり、18.3% は65歳以上の単身世帯であった。平均世帯人数は 2.61人で、平均家族人数は 3.24人であった。
この村の人口の年齢構成は、18歳未満が 31.0%、18歳から24歳が 6.4%、25歳から44歳が 28.8%、45歳から64歳が 16.6%、65歳以上が 17.3% であった。年齢中央値は 34歳。男女比は、女性100人に対して、男性は 93.2人いた。18歳以上に限ると 92.9人となった。
世帯所得の中央値は $46,250、家族所得の中央値は $51,750 であった。男性の所得の中央値は $35,417 であったのに対し、女性は家族所得の中央値は $25,417 であった。1人当たりの所得は、$20,920 であった。全家族の 3.4%、全人口の 4.7% は、貧困線を下回る水準で生活しており、18歳未満の 2.9%、65歳以上の 5.1% も、貧困線以下の水準にあった。

## 教育
この村は、ダコタを中心としたダコタ・コミュニティ単位学校区201 (Dakota Community Unit School District 201) に属している。